# Kaspar Gottfried Schweizer
Kaspar Gottfried Schweizer (Wyla, 16 febbraio 1816 – 6 luglio 1873) è stato un astronomo svizzero.
Si trasferì a Mosca nel 1845 per diventare professore di Matematica e Astronomia al Survey Institute, e più tardi direttore dell'osservatorio dell'Università di Mosca.
Nato a Wyla, nel canton Zurigo, in Svizzera, si trasferì nel 1839 a Kaliningrad (allora nota come Königsberg) come assistente di Friedrich Wilhelm Bessel. Dal 1841 al 1845 lavorò all'Osservatorio di Pulkovo con Friedrich Georg Wilhelm von Struve.
Schweizer scoprì cinque comete ed un oggetto del catalogo NGC, denominato NGC 7804, l'11 novembre 1864.